# جامعة جيتشي الطبية
جامعة جيتشي الطبية Jichi Medical University (自治医科大学 Jichi ika daigaku) هي جامعة خاصة في شيموتسوكا (توتشيغي) في اليابان، تأسست عام 1972م. وفي عام 2008م، قامت مؤسسة غيتس بتكريم هيرويوكي ماتسوكا (Hiroyuki Matsuoka) بِـ 100000$، وهو باحث طبّي في هذه الجامعة، لقيامه ببحث حول المِحْقِنات الطّائرة.

## روابط خارجيّة
- الموقع الرّسميّ (باليابانية)